# Nicola Zingarelli

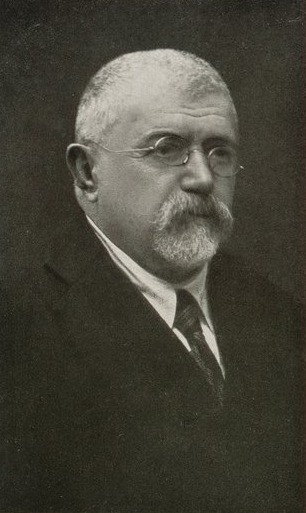
Nicola Zingarelli

Nicola Zingarelli [niˈkɔːla dziŋɡaˈrɛlli] (ur. 31 sierpnia 1860 w Cerignola  – zm. 6 czerwca 1935 w Mediolanie) – włoski humanista i filolog. 
W roku 1882 w Neapolu otrzymał doktorat z literatury. Następnie kontynuował swoje studia w Niemczech udając się do Wrocławia i Berlina. Oznaka w pewnych szkołach do Palermo, Campobasso, Ferrara i Neapol aż do 1906, kiedy zwyciężył konkurs i został profesorem historii porównawczej literatur nowołacińskich na Uniwersytecie w Palermo. W roku 1916 wziął na siebie prowadzenie katedry języków i literatur romańskich na Uniwersytecie w Mediolanie. Pracował tam do roku 1932, kiedy przeszedł do tamtejszej katedry literatury włoskiej.
Jest autorem słownika języka włoskiego i bez wątpienia jest to jego najlepiej znane dzieło. Prace nad tym ogromnym dziełem zaczęła się w listopadzie 1912 roku, a w roku 1917 zaczął ogłaszać pierwsze fragmenty słownika. Pierwszy pierwsze pełne wydanie wyszło w marcu 1922 roku. Za życia Zingarelliego wydano jeszcze trzykrotnie Słownik: w 1924, w 1928 oraz w 1935 (w zasadzie jest to już wydanie pośmiertne, ale badacz uczestniczył w jego opracowaniu).